# Amin'evskaja
Amin'evskaja (in russo Аминьевская?) è una stazione della Metropolitana di Mosca situata sulla Linea Bol'šaja kol'cevaja. Inaugurata il 7 dicembre 2021, serve il quartiere di Očakovo-Matveevskoe.